# August Friedrich Pott
August Friedrich Pott (Nettelrede, Hannover, 14 de novembre de 1802 – Halle, 5 de juliol de 1887) va ser un lingüista alemany que esdevingué un dels filòlegs més prestigiosos pels seus estudis sobre el romaní. August Pott era estudiant de teologia a la Universitat de Göttingen. Allà començà a interessar-se per la filologia. Va presentar la seva tesi doctoral el 1827 i se n'anà després a la Universitat de Berlín per mor d'estudiar amb Franz Bopp, un pioner important a l'estudi de la lingüística indoeuropea.